# Argument Verlag
Der Argument Verlag  ist ein unabhängiger Verlag mit Sitz im Hamburger Karolinenviertel.

## Geschichte
Der Verlag wurde am 4. Mai 1959 in Form einer Flugschrift von Wolfgang Fritz Haug in Berlin gegründet. Primäres Ziel war zunächst die Herausgabe der ab Nummer 50 den Untertitel Zeitschrift für Philosophie und Sozialwissenschaften tragenden Publikation Das Argument, die eine Gruppe FU-Studenten um Wolfgang Fritz Haug u. a. zur studentischen Kritik an Atomrüstung entwickelte. Gemeinsam mit seiner Lebensgefährtin Frigga Haug gab Haug ab 1974 die monographische Buchreihe Argument-Sonderbände heraus. Es folgten weitere Bücher und Reihen sowie ab 1991 die Publikation von Antonio Gramscis Gefängnishefte.

## Programm
Im Wissenschaftsbereich widmet sich der Verlag der Erneuerung linker Theorie. Inhaltlich sind Faschismustheorien, Arbeit und Automation, Ideologietheorie, Geschlechterverhältnisse, Rassismus und Migration, Philosophie und Kulturtheorie Themen der Diskussion. Aktuelle Schwerpunkte liegen auf der Kritik und Weiterentwicklung des Marxismus, Feminismus, kritischer Theorie, politischer Bildung, Kritischer Psychologie und Medizin sowie politischem Sachbuch. Hauptwerke sind die Schriften von Antonio Gramsci, Stuart Hall, Klaus Holzkamp sowie von Frigga Haug und Wolfgang Fritz Haug selbst und das seit 1994 herausgegebene Historisch-kritische Wörterbuch des Marxismus. Bei der Publikation vieler Bücher kooperiert der Verlag mit dem Berliner Institut für kritische Theorie. Die Zeitschrift Das Argument beinhaltet bis heute Analysen und Diskurse um Kernthemen linker Gesellschaftskritik.
Bei der 1988 von Frigga Haug als „feministisches Kulturprojekt“ gegründeten Reihe „Ariadne“ handelt es sich um eine Noir- und Politkrimi-Reihe mit internationalen und deutschsprachigen Autorinnen. Verlegerin und Herausgeberin ist Else Laudan. Bei Ariadne erscheinen u. a. Werke von Monika Geier, Christine Lehmann, Anne Goldmann, Pieke Biermann, Doris Gercke und Merle Kröger sowie übersetzte Werke von Liza Cody, Dominique Manotti, Denise Mina, Malla Nunn und vielen anderen, seit 2018 auch die neuen V.I. Warshawski-Krimis von Sara Paretsky. Die Ariadne-Kriminalromane stehen seit 2010 regelmäßig auf der Krimibestenliste.
Der Verlag gehört zum Freundeskreis der Kurt-Wolff-Stiftung, zur Initiative Aktionsbündnis Verlage gegen Rechts und zu den Gründungsmitgliedern von LuV (Liste unabhängiger Verlage Hamburg).
Im September 2019 wurde der Verlag mit dem ersten Deutschen Verlagspreis ausgezeichnet, 2022 und 2023 zählte er ebenfalls zu den Preisträgern.